# 脱・記者クラブ宣言
脱・記者クラブ宣言（だつ・きしゃクラブせんげん）とは、2001年5月15日に長野県知事の田中康夫が行った、記者クラブに対する特別優遇の撤廃宣言である。記者クラブから記者室と記者会見の主催権を取り上げた。

## 概要
2001年5月15日、当時の長野県知事・田中康夫（現衆議院議員）は「脱・記者クラブ宣言」を発表した。県庁にある「県政記者クラブ」「県政専門紙記者クラブ」「県政記者会」（ミニコミ紙）の各クラブが利用してきた3つの記者室を閉鎖し、誰でも利用できるプレスセンター「表現道場」（後に「表現センター」に改称）を設置し、会見を記者クラブではなく県主催で行うというものだった
。5月22日からは知事会見を主催で開催。6月末までに県政記者クラブ、専門紙、ミニコミ紙の3つの記者クラブに対して記者室退去を求めた。大手マスコミの情報独占の停止と記者室の無償提供などの便宜供与の停止が目的だったが、これに対して、各記者クラブは反発し、特に記者室退去については、地元メディアと東京・名古屋に本拠を置く大手メディアの意見が割れ、県内外の大手マスコミの確執を生んだと言われている。特に、『信濃毎日新聞』は田中に対し執拗に質問を行い、信毎は「記者会見に名を借りた糾弾だ」と抗議していた。
2006年10月3日、現知事・村井仁は「表現センター」を「会見場」に名称を変更することを発表した。また、田中時代と同様に一般の人も申し込めば会見に参加できるようにするとしている。会見は県主催なので、参加に制限はない。マスコミ各社は初回の会見をはじめ、数度にわたり、記者会見のあり方について村井に質問しているが、村井はこれは記者会見ではなく会見であると訂正した上で、市民の自由な参加を確保しつつ、ほとんど全ての方の質問に答え終わるまで続ける運用を変えないと表明している。